# 罗定市
罗定市，古称泷州、泷水。为中国广东省辖县级市，现由云浮市代管。罗定位于广东省西部，西江之南，是沟通广东与大西南最便捷的通道之一，地处珠江—西江经济带、粤港澳大湾区与北部湾城市群三大中国国家级经济区的交汇处。全市总面积2327.5平方公里。市人民政府駐羅城街道寶定路31號。
罗定拥有广阔的平原地貌和独特的盆地性气候，罗定盆地是广东最大盆地。罗定历史上是古丝绸之路的重要节点，西江走廊的交通要冲，史称“门庭巨防，抚绥重地” 。明万历年间（1577），因平定罗旁地区的“瑶乱”，肇庆府泷水县升格为罗定州，成为岭南历史上第一个直隶州。罗定形成了开放、兼容的多元文化特色 ，开拓、冒险、进取和创新的文化特质。
罗定是广东省首批历史文化名城、广东省直管县财政改革试点，“东融西联”枢纽门户。2018年广东首家乡村振兴培训学院落户罗定。罗定产业转移工业园被确定为省产业集聚发展区。

## 經濟
2021年，罗定市实现地区生产总值（GDP）312.19亿元，同比增长6.0%，与2019年对比增长9.7%，两年平均增长4.8%。总量中：第一产业实现增加值64.04亿元，增长7.7%，与2019年对比增长14.6%，两年平均增长7.0%；第二产业实现增加值86.82亿元，同比下降0.2%，与2019年对比增长2.6%，两年平均增长1.3%；第三产业实现增加值161.33亿元，同比增长8.8%，与2019年对比增长12.0%，两年平均增长5.8%。三产比重分别为20.5︰27.8︰51.7。全市人均地区生产总值33224元，同比增长5.8%。
2022年，罗定市实现地区生产总值（GDP）319.19亿元，同比增长1.8%。

## 历史沿革

### 古代
考古发现，早在一万年前后的旧石器、新石器时期，已有古人类在泷水流域生活，其后人口逐渐繁盛，成为一方较为强势的百越部族聚居地。二十世纪八十年代，罗定境内发现了数十处战国青铜文化遗址和墓葬。
南朝宋永初至元嘉年（420～432年），罗定地包括平原郡、龙乡县、平原县及晋康郡之夫阮县。南齐永明元年（483年），废平原郡置广熙郡，析龙乡县置永熙、罗平两县，郡治龙乡县。罗定地括龙乡、永熙、罗平、夫阮4县。南朝梁天监五年（507年）分广州置桂州。自始有广东和广西之分。六年（508年）兼置泷州（泷州之名源于今罗定江罗镜段有泷喉，滩高水急，巨石横截中流，十分险要）和建州，此时的泷州州治在今罗镜镇、太平镇境。建州州治在今附城镇古城角。析广熙置平原、开阳、罗阳三郡。泷州辖平原郡（郡治龙乡县）、龙乡县，永业县，开阳郡（郡治开阳县）、开阳县，梁德郡、梁德县；建州辖广熙郡、永熙县、安南县，罗阳郡、罗阳县。其中永业县治在今广西岑溪筋竹镇，梁德郡、梁德县治在今信宜市。南陈仍按梁设。
唐武德四年（621年），改永熙郡设泷州，此时【泷州州治在今太平镇潭白村周围地方】。析泷水置开阳县、正义县，以泷水、开阳、正义、怀德4县隶泷州，置南建州，以永熙、安遂、永业县隶南建州。武德五年（622年）并正义县入怀德县，改永熙县为永宁县。唐贞观元年（627年），并开阳、怀德入泷水县，隶泷州。是年，唐分天下为十道，泷水属岭南道。贞观六年（632年），改泷州，重新设置南建州，以泷水县、开阳县、永宁县、安南县隶南建州，而永业县改隶义州。贞观八年（634年），改南建州为药州。唐贞观十八年（644年），废药州复置泷州，领县如旧。天宝元年（742年），改泷州设开阳郡，隶岭南道。乾元二年（759）复改开阳郡设泷州。
宋开宝六年（973年），开阳、建水、永宁、正义并入泷水县【县署则设在原开阳县今船步镇旧县址。至元大德八年（1304年），知县陈泽县署迁至原建水羊禄埠即今罗城镇地方】。同年废泷州。
明朝万历五年（1577）设罗定直隶州，州治罗城，辖本州（罗定州）和东安县（云浮县）、西宁县（郁南县）。罗定州直隶广东省。另外，省派驻兵备道在不同时期有不同的设置。明万历五年（1577）开州设罗定兵备道驻州治。
清康熙二年（1663），罗定道归并岭西守道。康熙六年（1667）裁撤岭西守道。康熙九年（1670）复设高雷廉罗道驻高州。康熙十六年（1677）年复设罗定道驻州治。康熙二十一年（1682）裁并入岭西巡道分巡肇高廉罗道驻肇庆。雍正八年（1730）析为肇罗道。同治六年（1867）改分巡肇罗阳道驻肇庆府城。

### 中华民国时期
民国元年（1912）政府统一撤销州、府一级建制。罗定州改为罗定县，原隶属罗定直隶州之东安（云浮）、西宁（郁南）县始分出，均隶属广东省。民国时期，罗定县先后隶属广东省南路行政公署、西区善后委员会公署、西区绥靖委员会公署，1936年隶广东省第三行政督察专员公署。1949年5月起隶属广东省第十二行政督察专员公署。

### 中华人民共和国时期
1949年10月29日，中共人民解放军占领罗定县罗城镇。11月成立罗定县军事管制委员会，12月成立中共罗定县委员会，属于西江地方委员会。11月11日广东省西江行政督察专员公署成立，随后于1950年3月，改称西江区行政督察专员公署，1950年9月易名为西江区专员公署，罗定县皆属之。1952年12月，撤销西江专署，罗定县转属广东省粤中行署。1956年1月4日，撤销粤中行署，设立高要专区，罗定县随属。8月21日，郁南县加益区划入罗定县。
1958年11月4日，罗定县、郁南两县合并为罗南县。12月1日转属江门专属。 1959年1月4日，罗南县改称罗定县。1960年1月，云浮县东坝人民公社划入罗定县，次年转划入郁南县。1961年4月2日转属江门专属撤销，统合为肇庆专属。4月10日，析罗定县恢复原罗定、郁南两县建制，罗定县隶属广东省肇庆地区。1988年1月7日，撤销肇庆地区，设立肇庆市，代管罗定县。
1993年4月8日，罗定县撤县设立罗定市，由广东省直辖、肇庆市代管。1994年4月5日，罗定市由广东省直辖。1994年4月28日，广东省人民政府委托云浮市代管罗定市。

## 行政区划
罗定市下辖4个街道办事处、17个镇：
罗城街道、素龙街道、附城街道、双东街道、罗镜镇、太平镇、分界镇、罗平镇、船步镇、𬜯塘镇、苹塘镇、金鸡镇、围底镇、华石镇、榃滨镇、黎少镇、生江镇、连州镇、泗纶镇、加益镇、龙湾镇和罗平农场。

## 人口
根據第七次全国人口普查結果，截至二零二零年十一月一日零時，羅定市常住人口為936931人。

2021年末，全市户籍总人口1297196人；常住人口为94.22万人。

## 语言
罗定方言主要有白话、㑷古话、客家话和闽南话4种。
白话：属粤语的一个分支，以罗城为代表，分布于罗城、附城、榃滨、新乐、加益全境，罗镜、新榕、船步、䓣塘、苹塘、金鸡、双东、黎少、生江、连州、泗纶、都门、扶合的大部分乡村和太平、分界、华石、素龙的部分乡村。2003年讲白话的居民约占全市人口的61%。
㑷古话：属古粤语，大约形成于南北朝时期。分布于围底全境，素龙、太平、罗平、华石的大部分和罗镜、分界、苹塘、双东的部分地区。2003年讲㑷古话的居民约占全市人口的26%。
客家话：即亻厓话，以泗纶为代表，分布于泗纶、都门、连州、分界、罗镜、太平、新榕、罗平、船步、䓣塘、苹塘等地。2003年讲客家话的居民约占全市人口的13%。
闽南话：疏疏落落分散于罗平、太平、船步和䓣塘的一些小村庄。2003年讲闽南话的居民约占全市人口的0.08%。

## 特产
当地特产有罗定稻米、罗定皱纱鱼腐、泗纶竹制蒸笼、罗定桂皮，以上均为中国地理标志产品，还有罗定梅菜、罗定豆豉、桂油、罗定八角、罗定天子茶、七根松杨桃、三黄鸡等。

## 交通
- 铁路：罗定站
- 高铁: 深南高铁(罗定北站.在建中.)
- 机场：罗定机场（中国国内首条低空航线机场）
- 国道： 234国道、 324国道、 359国道
- 高速公路： 罗信高速、 罗阳高速、 深岑高速

## 教育
完全中学：罗定中学、罗定市廷锴纪念中学、罗定实验中学、罗定中学城东学校、罗定市培献中学、罗定市泷州中学、泷水中学、罗定第一中学、罗定第二中学及各个镇中学。
高等教育：罗定职业技术学院、罗定开放大学等。
中职教育：罗定市中等职业技术学校、罗定市培英中等职业学校、罗定电子工业学校、罗定市技工学校等。

## 文化
罗定古称泷州，罗定江（古称泷江、泷水）是中原连接海上丝绸之路的重要对接通道及古驿道。历史上唐朝著名宰相张柬之、桓彦范、诗人宋之问，南宋词人朱敦儒，明朝礼部尚书彭华等，都曾避乱或寓居罗定。宋之问的诗《入泷州江》，朱敦儒的诗《相见欢·泷州几番清秋》等，记录了当时身赴泷州的情景。
罗定地区自古有兴学尚武的优秀传统。清代乾隆年间，大学士翁方纲任广东学政时到过罗定，在了解当地人文后大为惊讶，写下一联：“地虽处于极边，较比十府九州，制艺犹堪争胜；额已广乎常设，试经两文一武，人材尚恐多遗”横额为：“江山聚秀”。对罗定兴学尚武之风予以中肯评价。

## 華僑華人慨況
目前，祖籍羅定的美國、英國、加拿大、澳大利亞及東南亞等國華僑華裔和港澳台居民近20萬。

## 风景名胜
- 全国重点文物保护单位：龙龛岩摩崖石刻
- 广东省文物保护单位：蔡廷锴故居、罗定文塔、罗定学宫、菁莪书院、三罗民众抗日指挥部旧址、长岗坡渡槽、梁家庄园

- 罗定学宫
- 罗定文塔
- 菁莪书院
- 三罗民众抗日指挥部旧址